# Cecaelia
Un cecaelia (pronunciado zɛ-zɛ-lɪɑː ajeno a cecilia) es un ser mitológico que aparece ocasionalmente en el arte (sobre todo el japonés), la literatura y el cine, que combina la cabeza, los brazos y el torso de una mujer (más raramente un hombre) y desde la parte inferior del torso hacia abajo, los tentáculos de un pulpo o calamar, al estilo de una sirena o demonio del mar. El término se deriva principalmente de la pronunciación distorsionada de un personaje en un cómic en blanco y negro de la revista Vampirella Magazine a principios de 1970, donde muestra a una híbrido entre mujer y octópodo llamada "Cilia". 
Otros términos comunes utilizados son "pulpo-sirena", "octo-sirena", "octo-humano" y variantes del mismo. Si bien el término más amplio de sirena (Latín – "doncella del mar") puede aplicarse también, las cecaelia son generalmente consideradas una especie no relacionada con las sirenas. Además, a las cecaelia se las confunde frecuentemente con las "brujas del mar".

## Cilia
El término cecaelia viene del cómic "Cilia", incluido en el número # 16 de la revista "Vampirella" (Warren Publicaciones) en abril de 1972, y más tarde reimpresa en el número # 27 en septiembre de 1973, a pesar de que no está relacionada para nada con la propia Vampirella. Se trata de un cómic breve en blanco y negro escrito por CUTI Nicola e ilustrado por Félix Mas.
En la historia, una desnuda y delgada cecaelia rescata a los dos únicos supervivientes del hundimiento del carguero Davy Jones el 12 de abril de 1872 en algún lugar entre Inglaterra y África. Puesto que el marinero que narra la historia principal estuvo inconsciente durante dos semanas después del hundimiento, lo que pasó entonces le es contado por el capitán Spike, el otro superviviente, cuando el primero es dado de alta en el hospital y va a visitarle.
Después del hundimiento del carguero, el capitán y el marinero, inconsciente, quedaron a la deriva sobre un trozo de cubierta. Un día oyó sollozar a una mujer entre la niebla. El capitán le pregunta si está herida y ella responde que no, pero que está perdida y que necesita ayuda. Al disiparse la niebla el capitán se estremece de horror al ver de cerca a la mujer: aunque con torso humano, de cintura para abajo tiene tentáculos en vez de piernas.
"No temas, mortal. Soy una inofensiva habitante de los mares. Una cilofita. Mi gente ha salvado a muchos de los tuyos que estaban a punto de ahogarse."
El capitán se fia de ella y Cilia ayuda a los dos supervivientes proporcionándoles alimentos y pociones para el inconsciente marinero. Un día llegan a costas africanas, y aunque los dos supervivientes han encontrado su hogar, Cilia sigue perdida. El capitán le propone quedarse con él para hacer de su hogar el de la cilofita, a lo que ella accede embarcando de regreso a Inglaterra cubierta por una larga capa negra.
Después de regresar a Inglaterra, los rumores sobre la nueva esposa del capitán empiezan a circular entre los habitantes y los pescadores: el capitán casi nunca aparece en público y es a veces visto empapado en agua. Finalmente, un pequeño grupo de pescadores decide secuestrar a Cilia un día que los dos salían a pasear por la orilla del mar. Días más tarde, una nota anónima le revela al capitán dónde está Cilia. Cuando llegan al faro abandonado, descubren a Cilia encadenada, humillada y golpeada. Es demasiado tarde, las lesiones son graves y ella muere agónicamente. Afectado por el dolor, el capitán decide enterrar a Cilia en el mar: se adentra en las aguas con el cadáver de Cilia en brazos y jamás regresa.
Días después, el bote en el que navegaban los asesinos de Cilia es encontrado hecho trizas junto a sus cadáveres mutilados. Aunque no se reconoce oficialmente, corre el rumor de que no fue un accidente, sino la venganza de la familia de Cilia, los cilofitas.
Extrañamente se la muestra con sólo seis tentáculos divididos en dos grupos de tres que nacen debajo de la cintura, a diferencia de los ocho que tiene un pulpo normal. Es probable que sus dos brazos sean contados también como extremidades.

## En Literatura y Arte
Las cecaelia han aparecido ocasionalmente en obras de arte y en la literatura -de hecho, anterior a la historia "Cilia"– aunque no son nombradas consistentemente.
- El japonés artista Hokusai cuenta con un par de piezas eróticas en las que representa a hibrídos de mujeres-pulpo, así como otras en las que muestra acoplamientos de mujeres con pulpos.

- H. P. Lovecraft destaca con frecuencia en su mitología los híbridos de seres marinos. Un claro ejemplo es su relato "La sombra de Innsmouth", que fue llevado al cine en 2001 bajo el nombre de Dagon, con Macarena Gómez en el papel de la sirena-sacerdotisa Uxía Cambarro. Puesto que sólo tiene dos tentáculos en lugar de piernas humanas, algunos clasifican a Uxía como una lamia, seres parecidos a las sirenas puesto que también son mitad mujer, pero que en vez de tener una cola de pescado con aletas poseen una larga cola de serpiente.

- En el número bismestral de cómics para adultos "Tarot: Bruja de la Rosa" (1996–presente), el personaje de Juan Webb es secuestrado y seducido por una cecaelia mágica, a quien se resiste y de la que escapa con éxito.

Se conocen modernos artistas aficionados que publican sus pinturas de cecaelias en galerías en línea, como deviantART.

## En Cine y Teatro

### Brujas de Mar
Quizás una de las cecaelias más famosas de la historia moderna sea Ursula la bruja del mar de Walt Disney Pictures "La Sirenita" (1989), a quien puso voz Pat Carroll. Úrsula, una cecaelia con sobrepeso y la piel teñida de color azul, con tentáculos negros y púrpuras, es asesinada por el Príncipe Eric en el clímax de la película. (Anecdóticamente, fue dibujada con sólo seis tentáculos frente a los ocho reales de un pulpo. Aunque técnicamente tiene ocho extremidades si contamos sus dos brazos humanos). También tiene un breve cameo en el que no habla en un episodio de "Hércules" (1998–1999). Su hermana, la cecaelia Morgana (a quien también puso voz Carroll), desempeña el mismo papel en gran parte de la secuela "The Little Mermaid II: Regreso al Mar" (2000) – aunque ella es más delgada y más parecida a un calamar.
El personaje de Úrsula también aparece como antagonista en el musical "The Little Mermaid" (2008–presente) en el Broadway, papel interpretado por la actriz Sherie René Scott. Un cambio importante para el personaje, nunca revelado antes, es que Úrsula es hermana del Rey Tritón (por lo que la princesa Ariel es su sobrina).
Úrsula y Tritón se despiden de su padre en su lecho de muerte, y mientras que Tritón hereda la corona y el tridente mágico que le otorgan el mando de Atlántica, a Úrsula se le concede la mitad del mar y una concha mágica. Esto enoja a Ursula, y aunque ella y Tritón deberían gobernar conjuntamente Atlántica, intenta apoderarse en secreto de todo el reino mediante el uso de la oscuridad, la magia prohibida. Sin embargo, es capturada antes de que pueda hacerlo, y es eternamente desterrado del reino. Más adelante en el musical, Úrsula utiliza su magia para almacenar la voz de Ariel al igual que hizo con su collar en la película. Se sugiere que pudo haber sido originalmente una sirena, y que bien Tritón o bien su mal uso de la magia la transformó en una fea cecaelia como castigo, aunque esta parte no es mostrada. Este elemento de la trama que muestra a Úrsula como pariente de la familia de Ariel se incluía en el primer guion de cine de animación de 1989, pero fue finalmente abandonado. Su relación con el rey Tritón, sin embargo, es vagamente insinuada en su primera aparición en la película donde se dice que una vez vivió en el palacio, pero no se da una explicación más detallada. Esta estrecha relación familiar es sólo una parte de la producción de Broadway, y no se considera parte de la historia oficial.
- Aparece en la serie de televisión "La Sirenita" (1992–1994), en la que hace varias apariciones, una vez más como antagonista – y en la que se la califica de "Octopian". Debido a la falta de conocimientos en la identificación de la especie de Úrsula y Morgana (que no se menciona específicamente ni en la película, ni en las películas directamente a DVD, ni en cualquier relato), a las cecaelia se les llama "las brujas del mar" debido a la popularidad del término otorgado por Disney en su franquicia La Sirenita.

Por el contrario, la Bruja del mar de la historia original de Hans Christian Andersen – publicada por primera vez en 1837 – fue descrita vagamente como una vieja sirena que se había especializado en pociones y magia, algo aparentemente sin importancia aunque relevante para la re-interpretación de la historia que hizo Disney.
- También es un personaje de la serie animada Popeye El Marino, en el cual ejerce un rol antagónico. En la película "El viaje de Popeye, al rescate de papí" del 2004, su apariencia es de una mujer de nariz grande, cuya piel es de color verde y cubierto totalmente por un amplio hábito con capucha de color negro y adornado en el cuello por una bufanda color rojo, aunque después a su voluntad toma la apariencia de una hermosa sirena y cuando esta en su verdadera forma respecto a sus brazos, cada uno puede convertirse en un tentáculo y en caso de las extremidades inferiores estas toman forma de 4 0 6 tentáculos. Anhela convertirse en la Reina de los mares y para ello tiene que poseer al hijo del marinero de un solo ojo, quien precisamente es Popeye el Marino.

### Otros medios de comunicación
También ha habido personajes representados como cecaelias en televisión, películas y juegos de vídeo:
- En 1993 el videojuego "Tras Saga 2" para la consola de videojuegos Super Famicom (la versión japonesa de la Super Nintendo), un hombre cecaelia llamado Subier es uno de los siete principales antagonistas.

- Un hombre cecaelia hace las veces de portero en el video de la exitosa canción She Bangs (2000), de Ricky Martin, que también incluyó sirenas en una combinación de personas reales / imágenes generadas por ordenador.

- En el anuncio de Sony para la "PlayStation 9" (que de hecho era la promoción de la PlayStation 2) hay una breve secuencia en la que una cecaelia se convierte en un pulpo gigante. Sin embargo, en lugar de brazos, la cecaelia tiene dos tentáculos que salen de sus hombros, contando con un total de 10 miembros. Aunque la secuencia es corta (apenas dos segundos de duración), el anuncio fue transmitido miles de veces solamente en los Estados Unidos y fue visto por millones de personas.

- En el videojuego "Kingdom Hearts" del 2002 producido por Square Enix y Disney Interactive para la plataforma PlayStation 2, uno de los mundos que visitan los personajes principales es el Reino de Atlántica de "The Little Mermaid". Debido a los acontecimientos del juego que tendrán lugar en este mundo submarino, algunos de los personajes sufren una transformación. En concreto, el pato Donald se convierte en una versión cecaelia de sí mismo, con seis tentáculos azules que sustituye a la mitad inferior de su cuerpo. Además Úrsula, la Bruja del Mar hace una aparición como uno de los muchos villanos finales a lo largo del juego. Regresa en la secuela del juego "Kingdom Hearts II" (2005), donde se ajusta más a su papel en "La Sirenita".

- En el juego de ordenador "Elder Scrolls III: Morrowind" (2000), una de las razas de la fauna nativa de la isla son cecaelia que viven por la costa norte y son conocidos en el juego como "Dreugh". Son de color rojo oxidado y tienen cuatro brazos (de los que uno acaba en una pinza de cangrejo) y 4 tentáculos de pulpo. Ellos, como la mayoría de la fauna salvaje en el juego, son malvados, y atacan al jugador en caso de que nade demasiado cerca. A veces, después de matar al Dreugh, el jugador puede cosechar "Cera de Dreugh" del cadáver para venderla a los comerciantes del juego a cambio de oro. Las "Armaduras Dreugh" del juego también están forjadas a partir de caparazones de Dreugh.

- En el MMORPG "World of Warcraft" no hay cecaelias, pero las ilustraciones oficiales de la Reina Azshara (villana del universo y emperatriz Naga) la muestran como una especie de cecaelia con parte inferior de pulpo y parte superior de elfa oscura con serpientes a modo de cabello.